# Taipalsaari
Taipalsaari es un municipio de Finlandia.
Se localiza en la provincia de Finlandia Meridional y es parte de la región de Karelia del Sur. El municipio tiene una población de 4,829 (junio, 2015) y cubre un área de 761.95 km² de los cuales 416.88 km² son agua. La densidad de población es de 13.99 habitantes por kilómetro cuadrado. Sus municipios vecinos son: Lappeenranta, Lemi, Puumala, Ruokolahti y Savitaipale.
El municipio es monolingüe y su idioma oficial es el finés